# هاوارد سدار
 هاوارد سدار (انگلیسی: Howard Cedar؛ زادهٔ ۱۲ ژانویهٔ ۱۹۴۳) یک دانشمند اهل ایالات متحده آمریکا است.
وی همچنین برنده جوایزی همچون جایزه اسرائیل شده است.